# Диетисальви ди Спеме
Диетисальви ди Спеме (итал. Dietisalvi di Speme, впервые упоминается в 1250 г. — работал в Сиене до 1291) — итальянский художник, сиенская школа.
Имя «Диетисальви» в сиенских архивных документах появляется много раз с 1250 по 1291 год, причём в разных сочетаниях, однако это означает лишь то, что у Диетисальви ди Спеме была большая школа-мастерская, работники которой выполняли множество заказов от его имени. Диетисальви ди Спеме часто фигурирует в документах сиенского казначейства, Биккерны, как исполнитель заказов на изготовление таволетта. Некоторые исследователи писали даже, что у него была монополия на эти работы. Из известных по документам 56 таволетта, написанных Диетисальви ди Спеме, до наших дней дошло всего четыре. Самыми известными из них являются таволетта с портретами «камерленго» (главы сиенского казначейства) Ильдебрандино Пальярезе (1264 г., Сиена, Городской архив) и Раньери Пальяре (1270 г. Сиена, Городской архив). Эти изображения интересны в первую очередь тем, что по сути это первые реальные портреты рядовых людей, а не иконы канонизированных святых. Они написаны темперой охристых тонов, губы выделены тёмно-красным пигментом. На тот момент это был большой прогресс в развитии живописи.
Однако основная часть работ Диетисальви ди Спеме — это религиозная живопись, связанная с установлением в Сиене культа Мадонны. Его «Мадонна дель Вото» («Мадонна даров», ок. 1260-67 гг. Сиена, Музей произведений искусства собора) была важным этапом в этом процессе. До середины 1260-х годов главной иконой в Сиенском соборе была «Мадонна с большими глазами» Мастера из Трессы, однако она была заменена на «Мадонну дель вото» Диетисальви ди Спеме, которую он скопировал с византийской иконы «Богоматерь Одигитрия» («Путеводительницы»), и которую в тот момент сочли более истинной, чем прежняя икона (в 1260-х годах в сиенском соборе в благодарность Мадонне за защиту был воздвигнут новый алтарь, частью которого и стала «Мадонна дель вото»; в дни опасности священники совершали ритуал положения перед её ликом ключей от Сиены, или совершали с нею крестный ход вокруг сиенского собора; так продолжалось в XIV, XV, и XVI веках).
По сторонам от этого нового образа находились полуфигурные изображения четырёх святых, а получившийся таким образом фриз был декорирован резными арками с колоннами. Подобная композиция приобрела популярность, и в дальнейшем многократно тиражировалась разными мастерскими, став предтечей будущих сложных многофигурных алтарей.
Кроме этой работы специалисты приписывают Диетисальви ещё несколько произведений: «Мадонна с младенцем и ангелами» (1262 г., Сиена, Пинакотека), «Мадонна ди сан Бернардино» (Сиена, Пинакотека), «Диптих св. Клары» и «Распятие» (там же). Известно, что совместно с Гвидо да Сиена он расписал «Реликварий блаженного Андреа Галлерани» (ок. 1270 г., Сиена, Пинакотека). Кроме того, многие исследователи считают, что фрески, неожиданно обнаруженные в крипте сиенского собора в 2001 году, тоже принадлежат кисти Диетисальви ди Спеме. Их создание относят к 1280 м годам. Вокруг Диетисальви за несколько десятилетий изучения его наследия было выдвинуто множество гипотез. Большая часть его работ ранее приписывалась Гвидо да Сиена. Большую ясность в проблему его наследия внесли исследовательские работы Лучано Беллози. Несомненно одно — это был крупный мастер второй половины XIII века, возглавлявший большую мастерскую, на творчество которого повлияли Коппо ди Марковальдо и Чимабуэ.